# Gabor Csontos
Gabor Csontos (* 4. Juli 1966 in Budapest) ist ein ehemaliger deutscher Volleyballspieler ungarischer Abstammung und Volleyballer des Jahres 1987.
Gabor Csontos kam 1979 als Dreizehnjähriger zum bayerischen Verein SV Schwaig. 1983 wechselte er zum Bundesligisten VBC Paderborn und wurde hier 1984 Deutscher Vizemeister. Danach ging er zurück nach Bayern und spielte nacheinander für die Bundesligisten TSV 1860 München, TSV Ottobrunn und Türk Gücü München. Der Zuspieler Gabor Csontos wurde 1987 zum Volleyballer des Jahres gewählt. 1988 wechselte er zum Moerser SC, mit dem er 1990 den europäischen CEV-Pokal gewann. 1994 half Gabor Csontos noch einmal beim damaligen Erstligisten TuS Kriftel aus.
Gabor Csontos war 45-facher deutscher Nationalspieler.